# Engyprosopon maldivensis
Engyprosopon maldivensis är en fiskart som först beskrevs av Regan, 1908.  Engyprosopon maldivensis ingår i släktet Engyprosopon och familjen tungevarsfiskar. Inga underarter finns listade i Catalogue of Life.